# Kołodenka (obwód rówieński)
Kołodenka, Kołodzianka (ukr. Колоденка) – miejscowość na Ukrainie, w rejonie rówieńskim obwodu rówieńskiego, na Wołyniu.
Pod koniec XIX w. we wsi znajdowała się drewniana cerkiew wybudowana w 1788 r.
W okolicach tej miejscowości w 1920 rozgrywała się bitwa pod Równem.
W czasie okupacji niemieckiej mieszkający tutaj Polacy, Józef i Helena Mazurkiewiczowie, ukrywali Żydówkę Asię Berez. W 1999 roku Instytut Jad Waszem uhonorował ich za to tytułami Sprawiedliwych wśród Narodów Świata.

## Bibliografia

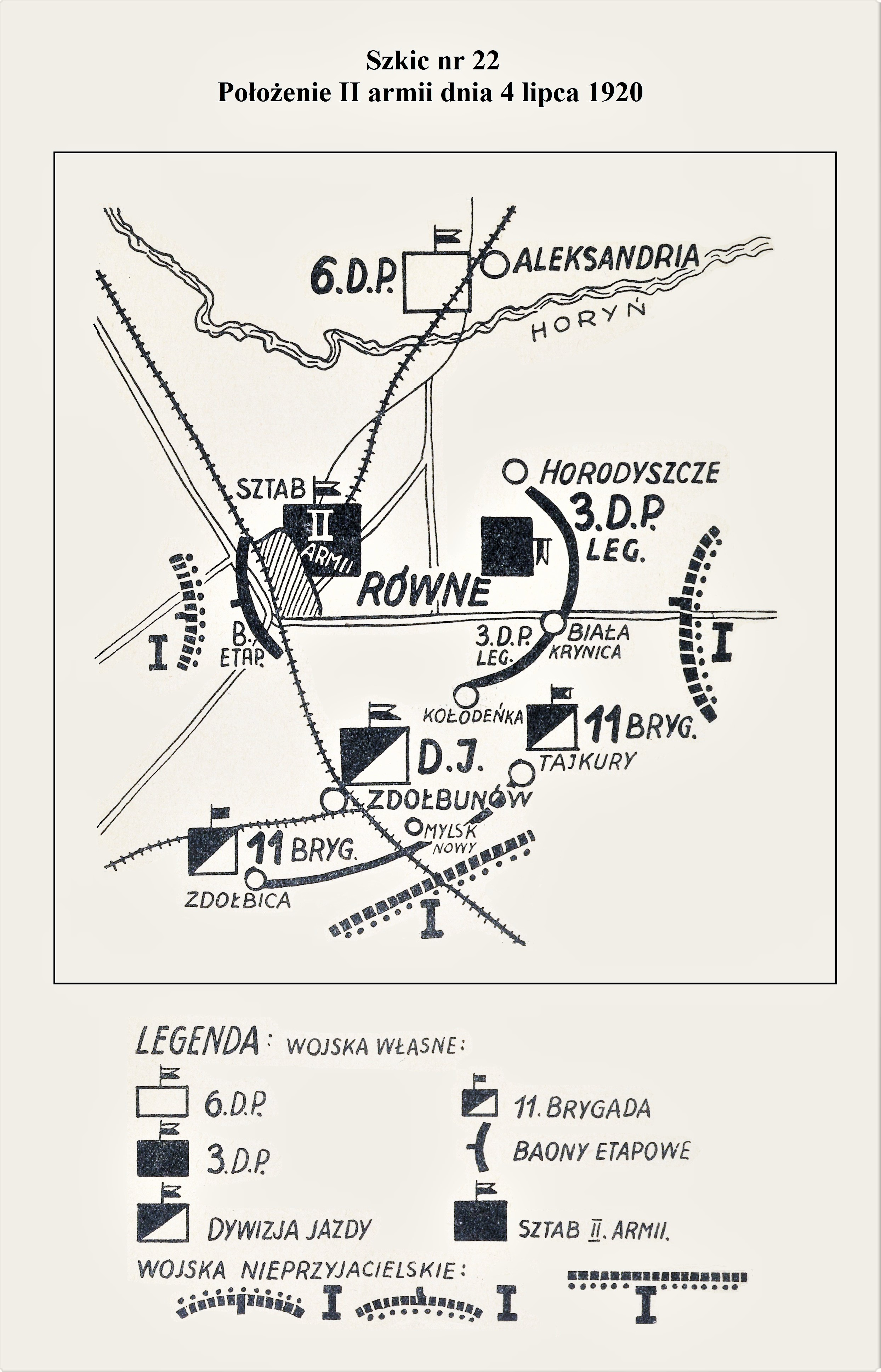
Gen. Kazimierz Raszewski, Wspomnienia z własnych przeżyć do końca roku 1920